# Johann Wöbcken

Johann Wöbcken

Johann Heinrich Carl Wöbken (* 13. Februar 1802 in Oldenburg; † 28. Oktober 1878 ebenda) war Oberbürgermeister der Stadt Oldenburg.

## Leben
Wöbken wurde als dritter Sohn des Baukondukteurs Traugott Hermann Wöbcken (1769–1815) und dessen Ehefrau Anna Rebecca geb. Eilers (ca. 1777–1849) geboren. Er besuchte das Gymnasium in Oldenburg und studierte von 1821 bis 1824 Rechtswissenschaften an den Universitäten Göttingen und Heidelberg. Anschließend trat er in den Staatsdienst des Großherzogtums Oldenburg ein, wurde zunächst Amtsauditor in Zwischenahn und dann als Landgerichtsassessor in Delmenhorst tätig. Im Jahr 1828 wurde er Stadtsyndikus und war als Stadtdirektor Oldenburgs von 1834 bis 1875 oberster Bürger der Stadt. Sein Nachfolger, Wilhelm von Schrenck bekam als erster den Titel Oberbürgermeister verliehen. In die Amtszeit Wöbckens fiel die Industrialisierung Oldenburgs, unter anderem wurde ein Gaswerk eröffnet, was dazu führte, dass die Straßen der Stadt beleuchtet werden konnten. 1849 gehörte er dem 1. Oldenburgischen Landtag an.

## Familie
Wolters heiratete 2. Juli 1829 Ida geb. Rüder (1795–1890), der Tochter des Eutiner Oberförsters Carl Maximilian Rüder (1764–1831) und Schwester des oldenburgischen Politikers Maximilian Heinrich Rüder (1808–1880). Der aus der Ehe stammende Sohn Karl (1830–1896) wurde Schulleiter der Cäcilienschule Oldenburg.

## Weblink
- Oberbürgermeister Oldenburgs

| Personendaten    | Personendaten                                     |
| ---------------- | ------------------------------------------------- |
| NAME             | Wöbcken, Johann                                   |
| ALTERNATIVNAMEN  | Wöbken, Johann Heinrich Carl (vollständiger Name) |
| KURZBESCHREIBUNG | deutscher Politiker                               |
| GEBURTSDATUM     | 13. Februar 1802                                  |
| GEBURTSORT       | Oldenburg                                         |
| STERBEDATUM      | 28. Oktober 1878                                  |
| STERBEORT        | Oldenburg                                         |